# 八戒 (動畫電影)
《八戒：決戰未來》是一部於2024年上映的台灣動畫電影，該作品為2021年電視動畫《未来宅急便》的續作電影。本片獲得第60屆金馬獎最佳動畫長片和第26屆台北電影獎最佳動畫片等獎項。2024年5月31日於臺灣正式上映。

## 劇情
該作品設定以一座賽博龐克城市的未來主義世界為背景。 在這座城市裡的八戒性格懶又自私，但為了讓奶奶過好日子，與建商總裁牛魔王私下交易。

## 主演
- 八戒

聲演：許光漢（國語）／薛仕凌（臺語）／曹佑寧（多元語版）
性格搞怪、愛耍小聰明的魯蛇。為了讓奶奶過好日子，用盡手段換取移民新世界的資格。
- 三藏

聲演：劉冠廷（國語）／傅孟柏（臺語、多元語版）
有深度近視的理工男，篩選入住新世界資格菁英的「涅槃系統」總設計師。
- 小淨

聲演：邵雨薇（國語、臺語）／連俞涵（多元語版）
舊款看護型機器人，是個內心無比溫暖的雞湯女孩。
- 悟空

聲演：庾澄慶（國語）／王識賢（臺語）／莊凱勛（多元語版）
性格火爆、武功高強，是涅槃企業的護衛隊隊長。
- 牛魔王

聲演：庹宗華（國語、臺語）／郭子乾（多元語版）
新世界的鐵扇建設企業總裁。
- 奶奶

聲演：鍾欣凌（國語、臺語）／王琄（多元語版）
八戒的奶奶，面惡心善、直來直往，是社區的意見領袖。
- 蜘蛛精

聲演：魏如萱（國語、臺語、多元語版）
年輕時風靡一時的偶像團體成員。
- 金角

聲演：許展榮（國語）／黃子軒（臺語、多元語版）
牛魔王的手下。
- 銀角

聲演：許展瑞（國語）／黃靖倫（臺語、多元語版）
牛魔王的手下。

## 製作
該電影的製作始於2017年，最初由邱立偉啟動了「八戒IP計劃」，該計劃以發展IP和品牌為目標，同時進行包括影視媒體在內的擴展規劃。其中，電視影集《未來宅急便》在2021年首次在公視播出。 在該影集播畢後，他重新構思了原有的劇集，並與砌禾數位公司合作。 在2021年至2022年期間組織共360位動畫師進行《八戒》的動畫製作。
2023年11月17日電影公開超前導海報及預告，並在同月18日的金馬國際影展舉行世界首映，參與配音的演員許光漢、劉冠廷、邵雨薇、庹宗華、許展榮、許展瑞一同出席映後活動。2024年4月1、5日於第11屆台灣國際兒童影展以台灣獎入圍作品進行放映。同月5日宣布於同年5月31日正式上映，並公開正式海報。18日公開全明星卡司版海報。5月4日電影於新加坡華語電影節放映。5月16日舉行配音卡司記者會，公布臺語版及多元語版之配音卡司，配音演員薛仕凌、曹佑寧、連俞涵、鍾欣凌、許展榮、許展瑞出席活動。同月28日舉行電影首映會，參與配音的演員曹佑寧、傅孟柏、連俞涵、庹宗華、鍾欣凌、郭子乾、許展榮、許展瑞、黃子軒出席活動。

## 音樂
電影主題曲為魏如萱演唱國語、臺語及客語三種語言版本的〈借〉，由葛大為填詞、謝釋龍改編臺語詞、饒瑞軍改編客語詞，魏如昀、季欣霈及韓立康譜曲。電影配樂由陳建騏、羅恩妮、孫令謙、唐愷馡、陳宜萱、莊鈞智、孔書亞操刀，原聲帶於2024年5月15日在各大音樂平臺上線。icyball冰球樂團及陳建騏為主角「八戒」量身打造首張EP，冰球樂團為電影創作獻唱的插曲〈Gimme Gimme Love〉亦收錄其中，全EP曲目於2024年6月7日於各大音樂平臺上線。

## 獎項
| 單位                     | 日期           | 獎項             | 入圍者／作品           | 結果   | 參     |
| ------------------------ | -------------- | ---------------- | ---------------------- | ------ | ------ |
| 第60屆金馬獎             | 2023年11月25日 | 最佳動畫片       | 最佳動畫片             | 獲獎   | [ 26 ] |
| 第60屆金馬獎             | 2023年11月25日 | 最佳動作設計     | 邱立偉、王俊雄         | 提名   | [ 26 ] |
| 美國IIFA國際獨立電影獎   | 2023年         | 動畫片           | 動畫片                 | 白金獎 | [ 27 ] |
| 巴西AnimaVerso Fest 2023 | 2023年12月6日  | 最佳國際動畫長片 | 最佳國際動畫長片       | 獲獎   | [ 28 ] |
| 巴西AnimaVerso Fest 2023 | 2023年12月6日  | 最佳劇本獎       | 邱立偉、蘇洋徵、王保權 | 獲獎   | [ 28 ] |
| 巴西AnimaVerso Fest 2023 | 2023年12月6日  | 最佳美術設計獎   | 陳宗良、鍾侑軒         | 獲獎   | [ 28 ] |
| 巴西AnimaVerso Fest 2023 | 2023年12月6日  | 最佳音效獎       | 蔡瀚陞                 | 獲獎   | [ 28 ] |
| 巴西AnimaVerso Fest 2023 | 2023年12月6日  | 最佳視覺效果獎   | 鍾侑軒、趙俊平、艾杉木 | 獲獎   | [ 28 ] |
| 美國紐約冬季電影獎       | 2024年2月25日  | 最佳動畫片       | 最佳動畫片             | 獲獎   | [ 29 ] |
| 台灣國際兒童影展         | 2024年4月4日   | 台灣獎           | 台灣獎                 | 獲獎   | [ 30 ] |
| 第26屆台北電影獎         | 2024年7月6日   | 最佳動畫片       | 最佳動畫片             | 獲獎   | [ 31 ] |
| 第26屆台北電影獎         | 2024年7月6日   | 最佳美術設計     | 鍾侑軒、許正昊         | 提名   | [ 31 ] |
| 第26屆台北電影獎         | 2024年7月6日   | 最佳造型設計     | 邱志峻                 | 提名   | [ 31 ] |
| 第26屆台北電影獎         | 2024年7月6日   | 最佳聲音設計     | 蔡瀚陞                 | 提名   | [ 31 ] |
| 第26屆台北電影獎         | 2024年7月6日   | 百萬首獎         | 百萬首獎               | 提名   | [ 31 ] |

## 外部連結
- 八戒的Facebook專頁
- 八戒的Instagram帳戶
- 八戒－台北金馬影展Taipei Golden Horse Film Festival （页面存档备份，存于）